# Кінтелнік
Кінтелнік (рум. Chintelnic) — село у повіті Бистриця-Несеуд в Румунії. Входить до складу комуни Шієу-Мегеруш.
Село розташоване на відстані 326 км на північний захід від Бухареста, 12 км на захід від Бистриці, 66 км на північний схід від Клуж-Напоки.

## Населення
За даними перепису населення 2002 року у селі проживали 587 осіб.
Національний склад населення села:
| Національність | Кількість осіб | Відсоток |
| -------------- | -------------- | -------- |
| румуни         | 542            | 92,3%    |
| угорці         | 28             | 4,8%     |
| цигани         | 17             | 2,9%     |

Рідною мовою назвали:
| Мова      | Кількість осіб | Відсоток |
| --------- | -------------- | -------- |
| румунська | 555            | 94,5%    |
| угорська  | 25             | 4,3%     |
| циганська | 7              | 1,2%     |